# Державна реформа в Бельгії
Державна реформа в контексті Бельгії — це постійний процес пошуку конституційних і правових рішень проблем і напруги в різних верствах бельгійського населення, переважно між голландськомовними жителями Фландрії та франкомовними жителями Валлонії. Загалом Бельгія еволюціонувала від унітарної держави до федеративної держави з громадами, регіонами та мовними зонами.

## Короткий огляд
- Перша державна реформа (1970) – Створено культурні спільноти (фламандська вимога). Конституційні основи територіальних регіонів (вимога Валлонії).
- Друга державна реформа (1980 р.) – Культурні спільноти стають спільнотами, які мають більше повноважень, пов’язаних з особистими справами. Створено територіальні фламандський і валлонський регіони (пізніше Брюссельський регіон). Громади та регіони отримують власні парламенти та уряди.
- Третя державна реформа (1988–1989 рр.) – Освіта передана громадам. Створено Брюссельський регіон.
- Четверта державна реформа (1993) – Бельгія стає повноцінною федеративною державою. Громади та регіони отримують більше свободи, а їхні парламенти тепер обираються прямим шляхом.
- П'ята державна реформа (2001) – Більше повноважень для регіонів (сільське господарство та нагляд за місцевою владою). Рефінансування громад та регіонів.
- Шоста державна реформа (2011) – Більше повноважень для регіонів і громад. Виборчий округ Брюссель-Галле-Вілворде був розділений. Рефінансування громад та регіонів.

## Історія

Схема бельгійської провінції Брабант, яка була поділена на Фламандський Брабант (яскраво-жовтий), Валлонський Брабант (яскраво-червоний) і Брюссельський столичний регіон (помаранчевий).

У 1970 році відбулася перша державна реформа, яка призвела до створення трьох культурних спільнот: Нідерландської культурної спільноти, Французької культурної спільноти та Німецької культурної спільноти. Громади взяли на себе відповідальність за всі культурні справи. Найважливіше те, що вони взяли під контроль мовлення та використання мови громади. Ця реформа була відповіддю на фламандську вимогу культурної автономії. Перегляд конституції 1970 року також заклав основи для створення трьох регіонів, що стало відповіддю на вимогу валлонів і франкомовних жителів Брюсселя щодо економічної автономії. 18 лютого 1970 року прем'єр-міністр Гастон Ейскенс оголосив про закінчення «La Belgique de papa».
Друга державна реформа відбулася в 1980 році, коли культурні громади стали громадами. Громади взяли на себе повноваження культурних спільнот щодо культурних питань і стали відповідальними за «питання, що стосуються особи», такі як охорона здоров’я та молодіжна політика. Відтоді ці три спільноти були відомі як фламандська спільнота, французька спільнота та німецькомовна спільнота.